# Протравні барвники
Протравні барвники — барвники, при фарбуванні якими волокнистих матеріалів рослинного і тваринного походження застосовуються допоміжні речовини — протрави, звідки й назва. Як протрави використовують головним чином солі, йони яких містять важкі метали Cr3+, Fe3+, Cu2+, Sn4+, А13+ тощо. У процесі фарбування протравні барвники зв'язуються з гідроксидами чи основними солями металів, що одержують з відповідних солей (протрав), які утворюють на волокні нерозчинні забарвлені комплексні сполуки, так звані лаки. Застосовують протравні барвники для фарбування вовни, рідше — шовку, бавовни.